# Дьордь Небальд
Дьордь Небальд (угор. Nébald György, нар. 9 березня 1956, Будапешт, Угорщина) — угорський фехтувальник на шаблях, олімпійський чемпіон (1988 рік), срібний (1992 рік) та бронзовий (1980 рік) призер Олімпійських ігор, шестиразовий чемпіон світу, чемпіон Європи.

## Виступи на Олімпіадах
| Олімпіада      | Дисципліна          | Місце |
| -------------- | ------------------- | ----- |
| Москва 1980    | індивідуальна шабля | 13    |
| Москва 1980    | командна шабля      | 3     |
| Сеул 1988      | індивідуальна шабля | 5     |
| Сеул 1988      | командна шабля      | 1     |
| Барселона 1992 | індивідуальна шабля | 25    |
| Барселона 1992 | командна шабля      | 2     |